# Ajdyn Aimbetov
Ajdyn Akanovič Aimbetov ((in kazako: Айды́н Ака́нович Аимбе́тов); Oʻtenay, 27 luglio 1972) è un cosmonauta kazako.

## Biografia
Ajdyn Aimbetov è nato il 27 luglio 1972 nel kolchoz di Zaria Kommunizma vicino Oʻtenay, nella RSS Kazaka, ed è un cosmonauta kazako dell'Agenzia Spaziale del Kazakistan, KazCosmos. È sposato e ha tre figli.
Dopo aver finito la scuola in Kazakistan, ha frequentato l'Istituto militare aeronautico di Armavir, diplomandosi poi nel 1993 come pilota. Da quel momento, ha iniziato a lavorare nelle forze armate come pilota di caccia, fino a diventare il comandante della sezione di volo della base aerea vicino alla città di Taldıqorğan.

## Carriera di cosmonauta
Si è avvicinato al mondo astronautico nel 1993 quando ha partecipato alla selezione dei cosmonauti, non venendo però selezionato a causa della necessità di un'ulteriore valutazione. Il suo secondo tentativo è avvenuto nel 2001, durante un accordo di volo congiunto tra Russia e Kazakistan, quando è stato chiamato all'Istituto di Problemi Biomedici per delle valutazioni mediche, che ha superato. Nel novembre del 2002 è avvenuto un incontro della Commissione Interdipartimentale in Kazakistan con la partecipazione dei rappresentanti russi per discutere della selezione del primo gruppo di Cosmonauti del Kazakistan. Tra gli oltre duemila partecipanti, Ajdyn Aimbetov e Muchtar Ajmachanov sono stati selezionati per iniziare l'addestramento di cosmonauti.
Nel dicembre del 2002 Aimbetov ha ricevuto l'approvazione per iniziare l'addestramento nel giugno del 2003 al Centro di addestramento cosmonauti Jurij Gagarin di Star City. Ha concluso il suo addestramento di base due anni dopo, a giugno 2005, con ottimi risultati, venendo ufficialmente qualificato come cosmonauta. Ha poi continuato l'addestramento sui sistemi della Sojuz e della Stazione spaziale internazionale (ISS) anche negli anni successivi. Nel 2008, il governo russo e quello kazako stavano concordando un possibile volo di un cosmonauta kazako a bordo di una navicella Sojuz per settembre del 2009, di cui Aimbetov era uno dei due possibili candidati. Comunque, nell'aprile di quell'anno, il governo kazako ha dovuto ritirare la partecipazione dei suoi cosmonauti a causa di problemi finanziari.
Con nessun volo all'orizzonte, Aimbetov ha iniziato a lavorare come consulente del presidente del KazCosmos e dal marzo del 2011 è diventato Vice Capo del Dipartimento Supporto Educativo e d'Informazione delle Tecnologie Spaziali dell'Istituto di Ricerca Spaziale. È stato anche un insegnante alla Scuola Giovani Cosmonauti ad Astana. Date le sfavorevoli previsioni di ottenere l'assegnamento ad un volo, il collega dello stesso gruppo di selezione di Aimbetov, Muchtar Ajmachanov, ha abbandonato la sua cittadinanza kazaka per ottenere quella russa, sperando di aumentare così le possibilità di ottenere una missione, mentre Aimbetov  ha mantenuto la cittadinanza kazaka, ottenendo nel 2012 lo status di Cosmonauta della Repubblica del Kazakistan. Nel frattempo, ha continuato l'addestramento e a rinnovare le certificazioni per restare pronto al volo in caso di assegnamento.

## Sojuz TMA-18M
Il posto della Sojuz TMA-18M è rimasto vacante a maggio del 2015, quando la cantante britannica Sarah Brightman si è ritirata dal suo volo come turista per motivi personali. Il 22 giugno 2015 Ajdyn Aimbetov è stato assegnato alla missione come Partecipante al volo ma che a luglio è diventato Ingegnere di Volo 2, date le sue qualifiche sui sistemi Sojuz.
Il 2 settembre 2015 è partito dal Cosmodromo di Bajkonur a bordo della Sojuz TMA-18M con i colleghi Sergej Volkov e Andreas Mogensen in direzione della ISS. A causa dell'orbita troppo alta nei giorni del lancio l'equipaggio della Sojuz ha dovuto usare il profilo di volo di due giorni invece dell'ormai solito profilo di sei ore dal lancio all'attracco, agganciandosi così alla ISS il 4 settembre.
Durante i nove giorni di permanenza sulla Stazione Aimbetov ha anche usato un profilo Twitter personale per condividere con il pubblico i suoi momenti nello spazio. È atterrato nel Kazakistan il 12 settembre 2015 a bordo della Sojuz TMA-16M con il comandante Sojuz Gennadj Padalka e Andreas Mogensen. Con questo suo primo volo è diventato il quarto cosmonauta nato in Kazakistan e ufficialmente il primo cosmonauta con cittadinanza Kazaka, a volare nello spazio.